# Moritz von Prasse

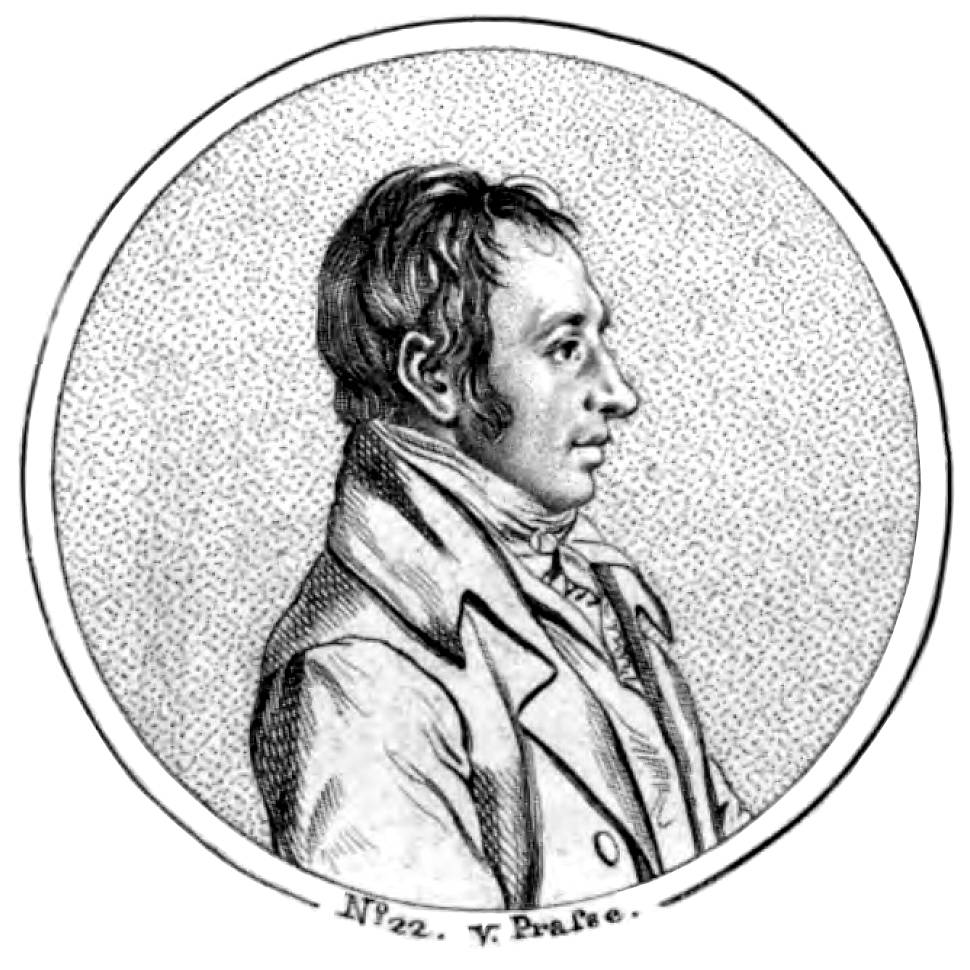
Moritz von Prasse, 1810

Moritz Prasse, ab 1790 von Prasse (* 1769 in Dresden; † 21. Januar 1814 in Leipzig) war Mathematiker und Dekan an der Universität Leipzig.

## Leben
Er war der Sohn des kurfürstlich sächsischen Legationsrats Johann Moritz Prasse, vormals Resident in Sankt Petersburg, der mit seiner Familie am 31. Juli 1790 in Dresden durch Kurfürst Friedrich August III. von Sachsen als Reichsvikar in den Reichsadelsstand erhoben worden ist.
Prasse studierte an der Universität Leipzig Mathematik und 1795 schloss sein Studium mit dem Magister phil. ab. Ab 1796 war er Dozent. Im gleichen Jahr wurde er Mitglied der Akademie gemeinnütziger Wissenschaften zu Erfurt. 1798 wurde er außerordentlicher, 1799 ordentlicher Professor für Mathematik an der Universität Leipzig. Dort war er Lehrer von August Ferdinand Möbius. 1796 wurde er als korrespondierendes Mitglied in die Russische Akademie der Wissenschaften in Sankt Petersburg aufgenommen. 1800 wurde er zum korrespondierenden Mitglied der Göttinger Akademie der Wissenschaften gewählt. 1807 wurde er Mitglied der  Jablonowskischen Gesellschaft.
Als Dekan sprach er sich gegen die massenhafte Habilitierung von Magistern aus:

„… dass es gut seyn könnte nicht jedem Magister die Habilitation zu gestatten, sondern nur denen welche bey der Prüfung gut bestanden wären, denen übrigen aber die Magisterwürde sine spe optimorum jurium magisterii zu ertheilen. Es würde hierdurch manchem Übel vorgebeugt: fürs erste würden die Docenten weniger, weil mit der Anzahl der habilit. Magister auch die Anzahl der Professorum extraord. abnimmt; Zweytens bekäm die Würde eines Magistri legentii mehr Werth …“

Er pflegte einen Briefverkehr mit Goethe.

## Veröffentlichungen
Zu seinen wichtigsten Veröffentlichungen zählen:
- 1796: Usus logarithmorum
- 1799: De Reticules Cryptograhicis (Ein Verfahren zur Verschlüsselung von Botschaften mit Hilfe von Drehrastern.)
- 1810: Logarithmische Tafeln für die Zahlen